# Fieni
Fieni est une ville du județ de Dâmbovița, en Roumanie.

## Personnalités
- Olga Homeghi-Bularda (1958-), double championne olympique d'aviron.